# 1432
سنة 1432 كانت سنة بسيطة تبدأ يوم الثلاثاء (الرابط يظهر نموذج التقويم الكامل للسنة) من التقويم اليولياني.

## مواليد
- محمد الفاتح

## وفيات
- أبو الحجاج يوسف الرابع
- علي بن أحمد المهائمي عالم مسلم وصوفي هندي
- علي بن المؤيد إمام يمني
- يانوس ملك قبرص